# Jedzie pociąg z daleka
Jedzie pociąg z daleka – drugi album Ryszarda Rynkowskiego, wydany w 1993 roku przez firmę MTJ na kasecie magnetofonowej. Zawiera 11 utworów, z czego 3 to utwory premierowe, a reszta znalazła się na wydanej dwa lata wcześniej płycie Szczęśliwej drogi już czas. Utwór tytułowy stał się jednym z największych przebojów artysty.

## Lista utworów
Strona A
1. Zwierzenia Ryśka czyli jedzie pociąg (muz. Ryszard Rynkowski, sł. Jacek Cygan)
2. Wyspa (muz. Ryszard Rynkowski, sł. Andrzej Waligórski)
3. Weźcie sobie chłopaki ten kraj (muz. Jerzy Dobrzyński, sł. Zbigniew Książek)
4. Wypijmy za błędy (muz. Ryszard Rynkowski, sł. Jacek Cygan)
5. Inny nie będę (muz. Andrzej Ellmann, sł. Jacek Cygan)

Strona B
1. Bez miłości (muz. Ryszard Rynkowski, sł. Jacek Cygan)
2. Czemu nie tańczę na ulicach (muz. Ryszard Rynkowski, sł. Jacek Cygan)
3. Szczęśliwej drogi już czas (muz. Ryszard Rynkowski, sł. Marian Skolarski)
4. Wszystko już było (muz. Ryszard Rynkowski, sł. Jacek Cygan)
5. Nie budźcie marzeń ze snów (muz. Ryszard Rynkowski, sł. Jacek Cygan)
6. Swobodny blues (muz. Ryszard Rynkowski, sł. Tomczak)